# INTA ALBA
El INTA ALBA (Avión Ligero Blanco Aéreo) es un sistema de blanco aéreo no tripulado desarrollado por el Instituto Nacional de Técnica Aeroespacial (INTA) en España como parte del Programa Español de Aviones no Tripulados y comercializado por SCR.

## Especificaciones
Referencia datos: SCR

### Características generales
- Tripulación: 0
- Longitud: 1,8 m
- Envergadura: 2,2 m
- Peso útil: 3 kg
- Peso máximo al despegue: 25 kg
- Planta motriz: 1× 2 cilindros .
  - Potencia: 80 cc

### Rendimiento
- Velocidad máxima operativa (Vno): 108-180 Km/h
- Alcance: 60 km
- Alcance en combate: km
- Alcance en ferry: km
- Techo de vuelo: 3500 m

### Desarrollos relacionados
- INTA SIVA
- INTA ALO
- INTA Diana

### Aeronaves similares
- Meggitt Banshee
- Aisheng Drone-2

### Listas relacionadas
- Anexo:Vehículos aéreos no tripulados